# Aeroportul Málaga
Aeroportul Málaga (IATA: AGP, ICAO: LEMG) este un aeroport din Churriana (District 8)⁠(d), Málaga, Provincia Málaga, Andaluzia, Spania ce deservește zona Málaga. Aeroportul a fost tranzitat în 2022 de 18.457.194 de pasageri. A fost deschis în 1946 și numit după Costa del Sol.
Situat la o altitudine de 16 m, aeroportul dispune de 2 piste. Este operat de ENAIRE⁠(d).

## Infrastructură

### Piste
Aeroportul dispune de 2 piste. Pista 13/31 are suprafața de asfalt și dimensiunile 3.200 m × 45 m. Pista 12/30 are suprafața de asfalt și dimensiunile 2.750 m × 45 m. 